# La abadía del crimen
La abadía del crimen (« L'abbaye du crime ») est un jeu vidéo d'action-aventure pour ordinateur programmé en 1987 par Paco Menéndez avec des graphismes réalisés par Juan Delcan. Le jeu a été conçu à l’origine comme une version alternative du livre d'Umberto Eco, Le Nom de la rose. Cependant, Paco Menéndez et Opera Soft n’ayant reçu aucune réponse de la part d’Eco afin d’obtenir les droits sur le nom, le jeu a finalement été nommé La abadía del crimen. « L'Abbaye du Crime » était en fait le titre provisoire du roman Le Nom de la rose. 
Ce jeu est une aventure vidéo avec des graphismes isométriques en 3D où un réligieux franciscain, William d’Occam (William de Baskerville dans le livre), et son jeune novice Adso cherchent à identifier l’auteur d’une série de meurtres dans une abbaye médiévale italienne.

## Système de jeu
Le joueur contrôle les mouvements de frère Fra William (décrit à tort comme un moine dans le manuel d'utilisation). Le joueur a également la possibilité de contrôler Adso sur le même écran que celui de Fra William. Si vous n'appuyez pas sur la touche pour contrôler le novice, il suit Fra William. Les deux équipiers peuvent rencontrer les moines de l’abbaye qui se déplacent dans le lieu de culte grâce à une intelligence artificielle et leur parler en affichant une série de lignes de dialogues dans la partie inférieure de l'écran. 
Une vaste cartographie de l'abbaye est représentée en 3D isométrique dans une série d'écrans. Une série d’objets doit être collectée afin de finir le jeu. L'action se déroule en sept jours répartis en différentes heures canoniques. Le temps (jour + heure actuelle) est indiqué en bas à gauche de l'écran. 
Le jeu commence avec la rencontre d'un abbé accueillant Fra William et lui expliquant qu'un moine a disparu. Il explique également à Fra William qu'il est obligé d'obéir aux ordres de l'ensemble des abbés et aux règles du monastère : assister aux offices religieux, aux repas et rester dans sa cellule monastique durant la nuit, alors que les recherches sur la disparition continuent. Pendant la partie, Adso rappelle au joueur quand il doit se rendre à l'office et aux repas. Le joueur peut simplement le suivre s’ils oublie le chemin vers la chapelle ou le réfectoire. 
Si le joueur désobéit à un ordre ou est en retard à ses obligations, son niveau d'obsequium, indiqué en bas à droite de l'écran, diminue (obsequium est le mot latin pour asservissement ou obéissance). Une fois que le niveau d'obsequium est réduit à zéro, l'abbé ne tolère plus le manque de respect du joueur et l'oblige à quitter l'abbaye. Cela entraîne la fin du jeu. Certaines actions, telles que manquer un office ou être surpris à errer la nuit, entraînent l'expulsion immédiate et la fin de la partie.

## Versions
Le jeu a été développé à l'origine pour la plate-forme 8 bits Amstrad CPC 6128 et a ensuite été porté sur d'autres systèmes : ZX Spectrum, MSX et PC. La version pour Amstrad CPC 464 était différente de la version originale 6128 car plusieurs pièces et décorations ont été supprimées pour s'adapter aux limitations des 64KB de RAM de la 464. 
La version pour ZX Spectrum était uniquement pour la plate-forme avec 128KB de RAM. 

## Caractéristiques
La musique jouée dans le jeu correspond au menuet en sol majeur et à la sonate pour flûte BWV 1033 de Bach et à Crystal Palace de Gwendal. La version PC originale contenait également une petite partie d'Ave Maria de Schubert joué par un chœur lorsque le joueur se rendait à l'église. 
Il existe une forme de protection anticopie sur la version PC qui remplace le morceau Ave Maria par une voix criant « Pirata! Pirata! Pirata! Pirata! » avant de faire planter le jeu lorsqu'une copie illégale est détectée. 

## Accueil
Le jeu fut une réussite sur d'un point de vue technique et a été programmé pour tirer parti au maximum des capacités des ordinateurs 8 bits. L'intrigue, la cartographie, les graphismes, l'intelligence artificielle des personnages et la bande son ont ainsi permis au titre d'être considéré comme l'un des meilleurs jeux vidéo conçus pour les ordinateurs 8 bits. En dépit de ses qualités singulières remarquées par les critiques qui eurent un avis positif sur jeu, la version originale connut un succès commercial modéré et ne fut jamais commercialisé officiellement en dehors de l’Espagne, pays dans lequel il est devenu culte. Le jeu est également considéré comme l’un des dix jeux parfaits pour le ZX Spectrum 128 selon Retro Gamer.

## Versions et remakes
- Les versions 
  - La version Microsoft Windows dispose de graphismes améliorés (palette 256 couleurs) et de traductions par rapport à version PC d'origine[5]
  - La version MSX2 bénéficie d'une palette de 16 couleurs et de la possibilité de charger ou enregistrer le jeu depuis le disque par rapport à la version sortie sur MSX[6]
  - La version Amstrad PCW profite d'améliorations graphiques, de sons numérisés, du support de l'interface pour Joystick DK´Tronics et de corrections de bugs par rapport à la version originale d'Amstrad CPC[7]
- Remakes 
  - Version pour Game Boy Advance (homebrew)
  - Version commerciale sous J2ME
  - Manuel Abadia (projet Vigasoco[8]) a procédé à un désassemblage complet du code Z80 d'origine de l'Amstrad CPC pour le réécrire en C ++
    - Il existe un port Simple DirectMedia Layer (SDL) de Vigasoco qui s'exécute sous Linux - x86, Linux - PowerPC (PS3), PS2, Windows XP, Mac OS X, Dreamcast, Client natif Google et WebAssembly[9]

  - Version sous Java[10]
  - The Abbey of Crime Extensum, version améliorée sous J2SE et disponible gratuitement sur Steam[11]